# كرسول بيضوي
كرسول بيضوي (الاسم العلمي:Crassula ovata) هو نوع من النباتات يتبع جنس الكرسول من الفصيلة الكرسولية.